# Ostkilver
Ostkilver is een plaats in het midden van de Duitse gemeente Rödinghausen, deelstaat Noordrijn-Westfalen, en telt 1.876 inwoners.
Een actueel bevolkingscijfer, uitgesplitst per Ortsteil, is niet bekend. Actuelere, nauwkeurige gegevens dan ten tijde van de gemeentelijke herindeling van 1 januari 1969 zijn niet beschikbaar, met uitzondering van een ongedateerde, vermoedelijk uit de jaren 1980 stammende opgave op de gemeentelijke website, die voor Ostkilver een bevolkingscijfer van 1.876 personen vermeldt. Mogelijkerwijs zijn tweede-woningbezitters in dit cijfer inbegrepen. De grootste helft van de bevolking is evangelisch-luthers.
Het Britse Rijnleger beschikte van 1952 tot 1993 over een grote kazerne te Ostkilver, ruim een kilometer ten noordoosten van de spoorlijn Löhne - Rheine. Na het vertrek van de Britse militairen werd de kazerne gesloopt en het terrein gesaneerd. Er werd een bedrijventerrein voor midden- en kleinbedrijf voor in de plaats ingericht.
Iets ten westen hiervan, op de grens met Ortsteil Bruchmühlen (Westkilver) staat de keukenfabriek van de firma Ballerina (ca. 300 werknemers). Dit bedrijf exporteert veel naar landen buiten Europa.
Voor gegevens over de geschiedenis zie ook: Rödinghausen.